# Navadno volčje jabolko
Navadno volčje jabolko (znanstveno ime Alkekengi officinarum), mehurjasta češnja, kitajska lučka, japonska lučka, zimska češnja, andska jagoda, perujsko volčje jabolko,... je vrsta cvetoče rastline iz rodu češenj (Physalis) in družina Solanaceae (razhudnikovke). Je bližnji sorodnik rastline novega sveta Calliphysalis carpenteri in nekoliko bolj oddaljen sorodnik predstavnikov rodu Physalis. Ta vrsta je avtohtona v regijah, ki pokrivajo južno Evropo do južne Azije in severovzhodne Azije.

## Opis
Zlahka ga prepoznamo po velikem, svetlo oranžnem do rdečem papirnatem pokrovu nad plodom, ki spominja na papirnate luči. Je trajna zelnata rastlina, ki zraste do 40–60 cm visoko, s spiralno razporejenimi listi, dolgimi 6–12 cm in širokimi 4–9 cm. Cvetovi so beli, s petkrpastim vencem 10–15 mm v premeru, z napihnjeno bazalno čašo, ki dozori v papirnato oranžno oblogo plodov, 4–5 cm dolgih in širokih. In ima eno sorto, Alkekengi officinarum var. franchetii.
Raziskave so pokazale, da je Calliphysalis carpenteri (prej klasificirana kot Physalis carpenteri) med najbolj sorodnimi vrstami Physalis alkekengi.

## Gojenje
Je priljubljena okrasna rastlina, ki jo pogosto gojijo v zmernih predelih sveta in je zelo odporna na temperature pod –20 °C. Lahko je invazivna s svojim široko razprostranjenim koreninskim sistemom, ki pošilja nove poganjke nekoliko daleč od mesta, kjer je bil prvotno posajen. V različnih krajih po svetu je ušel v naravo.
V Združenem kraljestvu je dobil nagrado Royal Horticultural Society Award of Garden Merit.

## Zgodovina
Physalis alkekengi se v tradicionalni medicini uporablja za najrazličnejše namene že približno dve tisočletji. Uporabljali so ga za zdravljenje vročine, spodbujanje duševne vedrine in pomoč pri porodu, glede na starodavne kitajske knjige, vključno z Erya in Shen Nong Ben Cao Jing. Njegova uporaba pri zmanjševanju vročine, povečanju energije in pomoči pri diurezi je bila omenjena tudi v Compendium of Materia Medica Li Shizhena iz dinastije Ming. Menili so, da je sok rastline koristen pri zdravljenju zlatenice. Dolga zgodovinska uporaba v tradicionalni kitajski medicini ponazarja širok razpon terapevtskih uporab.

## Tradicionalne uporabe
Posušeno sadje se v sistemu medicine Unani imenuje zlata roža in se uporablja kot diuretik, antiseptik, korektiv za jetra in pomirjevalo.
V kitajski medicini se Alkekengi uporablja za zdravljenje stanj, kot so abscesi, kašelj, vročina in vneto grlo. Izumrli dačanski jezik je pustil le malo sledi, toda v De Materia Medica Pedanija Dioskorida je obravnavana rastlina, imenovana Strychnos alikakabos (Στρύχνος άλικακάβος), ki so jo Dačani imenovali kykolis (ali cycolis). Nekateri menijo, da je to rastlina Alkekengi officinarum ali navadno volčje jabolko, vendar se ime bolj verjetno nanaša na Withania somnifera (ašvaganda).

## Kemične sestavine
Navadno volčje jabolko vsebuje široko paleto fizalinov. Ko so izolirani iz rastline, delujejo protibakterijsko in lišmanicidno in vitro.
Vsebuje tudi etil ester kofeinske kisline, 25,27-dehidro-fizalin L, fizalin D in kuneatasid E.
V Physalis alkekengi je prisotnih več kot 530 različnih kemikalij, vključno s steroidi, flavonoidi, alkaloidi, fenilpropanoidi, saharoznimi estri, piperazini, hlapljivimi olji, polisaharidi, aminokislinami in elementi v sledovih. Njegove številne potencialne terapevtske lastnosti, vključno s tistimi, ki so protivnetne, antibakterijske, antioksidativne, hipoglikemične, analgetične, protitumorske in imunsko uravnavane, se pripisujejo tem dobro raziskanim sestavinam.

## Kulturni pomen
Na Japonskem njegove svetle in lučkam podobne plodne čaše tvorijo tradicionalni del festivala Bon kot daritve, ki naj bi pomagale voditi duše mrtvih. Temu posvečena tržnica – hōzuki-iči – poteka vsako leto od 9. do 10. julija v bližini starodavnega budističnega templja Senso-dži v Asakusi.

## Fosilni zapis
Fosili semena Alkekengi so znani iz miocena v Sibiriji, pliocena v Evropi in pleistocena v Nemčiji. Zrna cvetnega prahu Alkekengi officinarum so bila najdena v zgodnjih pleistocenskih sedimentih v Ludhamu vzhodno od Wroxhama v Vzhodni Angliji.

## Taksonomska zgodovina
Alkekengi officinarum je bil prej vključen v rod Physalis, dokler ga molekularni in genetski dokazi niso postavili kot tipsko vrsto novega rodu.